# Тера Патрік
Те́ра Па́трік (англ. Tera Patrick; при народженні Лі́нда Енн Го́пкінс (англ. Linda Ann Hopkins); нар. 25 липня 1976, Ґрейт-Фолс, Монтана, США), відома також як Брук То́мас, Се́ді Джо́рдан, Те́ра Го́пкінс, Та́ра Па́трік — колишня американська порноакторка, еротична модель, кінопродюсерка, блогерка. Найвідоміша порноакторка азійського походження.

## Біографія
Її батьки познайомилися у В'єтнамі під час В'єтнамської війни. Батько — англієць, а мати — тайка. Коли Тера була маленькою, її мати повернулася до Таїланду, а батько з Терою переїхали до Сан-Франциско, де він виховував її сам.

## Кар'єра
З 13 років підробляла моделлю. У 18 років кинула модельний бізнес і вступила до університету (Boise State University), де здобула диплом медсестри і ступінь бакалавра мікробіології. Після цього перевелася в Каліфорнійський університет в Санта-Барбару, де з фінансових причин знову стала працювати моделлю.

### Порноіндустрія
На початку 1990-х почала зніматися оголеною і в легкому порно. 
У 2000 знялася в жорсткому порно режисера Ендрю Блейка. Також брала участь у сценах бондажу та фетишизму ніг під псевдонімом Брук Томас. З цього моменту стала однією з найпопулярніших і затребуваних порноакторок у світі.
У 2005 Тера Патрік відкрила агентство, що займається моделями та порноакторами. Також створила власну порностудію «Teravision».
2010 року видала автобіографію.
У 2011 році журнал Complex поставив її на 2 місце у списку «50 найгарячіших азіатських порнозірок усіх часів»

### Діяльність поза порнографією
14 жовтня 2010 року в Індонезії вийшов непорнографічний фільм жахів з Терою «Стогони цнотливого привида» (в'єт. «Rintihan Kuntilanak Perawan»).
5 січня 2010 року Тера Патрік випустила автобіографічну книгу «Грішник отримує все» (англ. «Sinner Takes All») у співавторстві з журналістом та письменником Керрі Борзілло.

## Особисте життя
9 січня 2004, після трьох років стосунків, Патрік одружилася з Еваном Сейнфелдом, фронтменом гурту Biohazard. Церемонія була скромною і відбулася в Лас-Вегасі. Сейнфелд також почав кар'єру порноактора під псевдонімом Спайдер Джонс. У 2009 році пара оголосила про розрив.

## Нагороди
- 2000 Penthouse Pet Of The Month — Лютий
- 2000 Hot D'Or — «Best New Starlet»
- 2001 Adult Stars Magazine — Consumer Choice Awards — «Best New Starlet»
- 2001 AVN Award — «Best New Starlet»
- 2001 Genesis Magazine — «Best New Cummer»
- 2001 XRCO Awards — «Best New Starlet»
- 2002 Друга в номінації Penthouse Pet Of The Year
- 2002 Hustler Honey
- 2004, 2005, «2007» Genesis Magazine Pornstar of The Year
- 2004, 2005, 2006 FOXE Fan Favorite
- 2006 FHM 100 Sexiest Women
- 2006 VH1's Top 40 Hottest Rockstar Girlfriends & Wives
- 2007 F.A.M.E. Award за Favorite Female Starlet[11]
- 2007 Venus Berlin — «Best American Actress»
- 2007 AVN Award — «Best Interactive Movie» — InTERActive"
- 2007 E-Line Awards, Venus_Berlin — «Best Performer, Best Businesswoman»
- 2008 AVN Award (AEE) — «Best Cinematography: Fashion Underground»
- 2008 AVN Award (AEE) — «Best High End All Sex Release: Broken»
- 2008 AVN Award (AEE) — «Best Interactive Movie: InTERActive»
- 2008 Посіла третє місце у рейтингу найпопулярніших порноакторок[12]
- 2008 °F.A.M.E. Award — Favorite Female Starlet[13]
- 2009 Включепа на AVN Hall of Fame
- 2009 F.A.M.E. Award — Favorite Female Star[14]
- 2011 XBIZ Award номінація — Porn Star Site of the Year[15]